# Thomas Arndt
Thomas Arndt (* 6. Juni 1952 in Luckenwalde) ist ein deutscher Lehrer und Ornithologe mit dem Schwerpunkt Papageienvögel.

## Leben und Wirken
Thomas Arndt studierte an der Pädagogischen Hochschule Karlsruhe. 1988 gründete er mit dem Verleger Horst Müller den Arndt & Müller-Verlag. Von 1988 bis 1992 erschien in diesem Verlag die Fachzeitschrift Papageien, ab 1993 dann im Arndt-Verlag. Thomas Arndt ist seit 1988 Herausgeber dieser Fachzeitschrift. Zusätzlich ist er Gründer des Arndt-Verlages und ebenfalls ab 1995 Herausgeber der Zeitschrift WP-Magazin sowie Autor und Co-Autor mehrerer Bücher. Sein Spezialgebiet innerhalb der Ornithologie sind die Papageien Süd- und Mittelamerikas sowie die Spechtpapageien. Neben mehreren neuen Unterarten (Micropsitta bruijnii buruensis, Thectocercus acuticaudatus koenigi, Psittacara mitrata chlorogenys, Psittacara mitrata tucumana) beschrieb er 2006 die neue Art Aratinga hockingi und 2008 Pyrrhura parvifrons und Pyrrhura dilutissima sowie 2017 zusammen mit Michael Wink die Unterarten Pyrrhura dilutissima pereneensis, Pyrrhura lucianii orosaensis und Pyrrhura amazonum araguaiaensis. 
Seit 2015 firmiert der Arndt-Verlag unter Arndt-Verlag e.K. und wechselte den Eigentümer. Neuer Verleger ist René Wüst. Herausgeber der Zeitschriften Papageien und WP-Magazin bleibt weiterhin Thomas Arndt.
Arndt gehört dem Arbeitskreis des Fonds für bedrohte Papageien innerhalb der Zoologischen Gesellschaft für Arten- und Populationsschutz an.

## Werke
- Südamerikanische Sittiche. Band 3: Keilschwanzsittiche i.e.S. Müller, Bomlitz 1981, ISBN 3-923269-02-1.
- Südamerikanische Sittiche. Band 4: Rotschwanzsittich – Pyrrhura. Müller, Bomlitz 1983, ISBN 3-923269-07-2.
- Südamerikanische Sittiche. Band 5: Schmalschnabelsittich usw. Müller, Bomlitz 1983, ISBN 3-923269-09-9.
- Papageien – ihr Leben in Freiheit. Müller, Bomlitz 1986, ISBN 3-923269-25-0.
- Lexikon der Papageien. 4 Bände. Arndt, Bretten 1996, ISBN 3-9805291-0-X.
- Lexicon of Parrots. 4 Bände. Arndt, Bretten 1996, ISBN 3-9805291-1-8.
- Wellensittiche. CD-ROM. Arndt, Bretten 2000, ISBN 3-9805291-7-7.
- mit M. Reinschmidt: Amazonen. Band 1: Freileben – Haltung – Ernährung – Zucht. Arndt, Bretten 2006, ISBN 3-9808245-5-1.
- mit M. Reinschmidt: Amazonen. Band 2: Arten – Unterarten – spezielle Bedürfnisse. Arndt, Bretten 2009, ISBN 978-3-9808245-8-3.